# スーパービンゴ
スーパービンゴは、2002年にベルコが開発・販売した4号機のパチスロ機である。

## 概要
本機はCタイプであり、7が揃うと押し順がナビされるATのビンゴチャンス（以下BCと略）に突入する。基本小役は、12枚役とリプレイのみである。通常時はベルコ伝統の7セグデジタル表示で、ボーナス当選の可否を告知する。

## 解説
ビンゴチャンスは基本33ゲームを1セットとし、7が揃うと同時に発動するが連荘性があり、ときには一撃数千枚の出玉放出性能も持つ。
通常なら、7が揃った直後にBCの継続ゲーム数を表示するデジタルカウンターが変動して33まで上昇しBCが発動するのだが、時にはその直後「Hooah!」（「行くぞ!」を意味するスラング）という声と共に7セグの数字が上昇（1度だけではなく、数回の時もある）していき、継続ゲーム数111G-999G（111G刻み）の3桁BCとなる（ゲーム数確定時には「カンカンカン!」とゴングが鳴り響く）。さらにAT中に、デジタル表示の数字が100を切った際通常は99と表示されるところが099と表示されると、そのATが4桁BCに当選していたことが判明する（カウンタ001G目を消化し終わると再びゴングが鳴り響く）。
継続ゲーム数に関しては、少ないゲームから段階的に振り分けの割合が減っていくわけではなく、選ばれやすいものと選ばれにくいものに偏りがある。最大ゲーム数である1999Gに当選すれば約15000枚も獲得することができ、単体におけるAT獲得枚数としては史上最大である。ちなみに、111G・222Gは4桁BCに発展する可能性がなく、3桁BCが確定してしまう。BCの残り7ゲームになるとカウントダウン7演出に入り、この間にBGMが止まれば0G連荘が確定する。

## 稼動当時
Cタイプ機のためST未搭載であり、天井においては単発が選択されやすくハマリの恩恵が弱いなど、同時期のライバルであった『ミリオンゴッド』などと比べると攻略しにくい機種であった。BC抽選ゲームを判断する術もほとんどなかったため、設定や技術よりも出玉が運に左右されやすい機種であった。
その後、爆裂機乱立による4号機の再区分で4.0号機に区分されるものの、その出玉性能ゆえに認定（再度の検定を取得すること）できない機種として、『信長の野望』とともに認定対象外機種にされてしまった。

## 補足
- 同名称のパチンコ機が平和より発売されているが、本機とは無関係。
- 5号機では後継機の『スーパービンゴV』や『スーパービンゴSP3』『スーパービンゴネオ』が発売されている。